# 시험에 관한 정보의 비공개 사건
시험에 관한 정보의 비공개 사건(2007헌바107)는 대한민국 헌법재판소 판례이다.

## 사실관계
청구인은 치과의사국가시험에서 불합격되자 문제지와 정답지, 답안지 사본에 대한 공개를 청구하였으나 국가시험원은 문제지와 그 정답지의 공개를 거부하는 처분을 하였다. 청구인은 거부처분에 불복하여 서울행정법원에 그 취소를 구하는 소송을 제기하여 패소하였으나, 항소심에서 승소하였고, 대법원은 위 원심판결을 파기환송하였다. 청구인은 서울고등법원에 파기환송심이 계속 중 처분의 근거 법률조항인 '공공기관의 정보공개에 관한 법률'이 과잉금지원칙에 위배되어 국민의 알 권리를 침해하고, 업무의 공정한 수행이나 현저한 지장이라는 개념은 불명학한 개념으로서 명확성의 원칙에 위반되며, 사법시험이나 기타 공무원 공개경쟁 채용시험과는 달리 이 사건 시험문제를 공개하지 않는 것은 평등원칙에 위반된다며 위헌법률심판제청을 하자 기각되자 헌법소원심판청구를 하였다.

## 이유
공공기관의 시험관리 업무의 효율성을 확보하기 위해 입법목적이 정당하며 수단도 적절하다. 시험의 채점기준, 출제자와 채점자의 신원, 다른 응시자의 답안지 등을 비공개로 한 것은 침해의 최소성과 법익의 균형성을 충족한다.

### 명확성의 원칙
입법자로서는 공공기관이 주관하는 시험의 다양한 특성을 감안하여 공공기관 시험정보의 공개범위 등에 관하여 추상적인 기준만을 설정하고, 그 구체적인 범위는 개별 시험 주관기관의 전문적, 자율적 판단에 맡기는 것이 바람직하므로 명확성의 원칙에 위배되지 않는다.

### 평등원칙
공공기관이 보유하고 있는 시험정보의 공개 여부를 차별적으로 규정하고 있지 않으므로 평등원칙 위반이 아니다.

## 참고 문헌
- 2007헌바107